# Godzilliidae
Godzilliidae is een familie van kreeftachtigen uit de klasse van de Remipedia (ladderkreeftjes). 

## Geslachten
- Godzilliognomus - Yager, 1989[2]
- Godzillius - Schram, Yager & Emerson, 1986[1]